# Carlo Cafiero
Carlo Cafiero (ur. 1 września 1846 w Barletcie, zm. 17 czerwca 1892 w Nocera Inferiore) – włoski działacz rewolucyjny i prawnik.

## Życiorys
Początkowo organizował ruch socjalistyczny we Włoszech, 1871 współredagował socjalistyczne pismo "Campana" w Neapolu, działał w Międzynarodowym Stowarzyszeniu Robotników (I Międzynarodówce). W 1871 został aresztowany, po uwolnieniu wraz z E. Malatestą i F. Marlino partię anarchistyczną, 1873 rozpoczął współpracę z M. Bakuninem. Od 1877 działał w Benewencie, kierując stamtąd organizacjami spiskowymi mającymi na celu obalenie istniejącego porządku społecznego, jednocześnie swój majątek przekazał na cele rewolucyjne. W 1874 brał udział w rozruchach społecznych w Imoli, a w 1877 w powstaniu w Benewencie, później zbliżył się w poglądach do marksizmu. Za działalność rewolucyjną wielokrotnie był aresztowany, a 1882 skazany na wygnanie. Napisał Anarchia e communismo (1879) i obszerne streszczenie "Kapitału" Marksa.